# هيلينا كاغان
هيلينا كاغان (بالعبرية: הלנה כגן‏) هي ناشِطة وطبيبة إسرائيلية وأوزبكستانية، ولدت في 25 سبتمبر 1889 في طشقند في أوزبكستان، وتوفيت في 22 أغسطس 1978 في القدس في إسرائيل.